# The Immaculate Collection
The Immaculate Collection je druhé kompilační album americké zpěvačky a hudební skladatelky Madonny, vydané 9. listopadu 1990 labely Sire Records a Warner Bros. Records. Současně představuje její premiérový výběr největších hitů. Obsahuje patnáct zremixovaných singlů, nazpívaných v období 1983–1990, doplněných o dvě nové nahrávky „Justify My Love“ a „Rescue Me“. Zvolený název desky je volnou slovní hříčkou na neposkvrněné početí Panny Marie (anglicky Immaculate Conception), nezatížené prvotním hříchem. Má odrážet její nábožensky zaměřené singly a videoklipy, stejně jako druhou část světového turné Blond Ambition World Tour, pracující s náboženskými motivy. Extended play verze nazvaná The Holiday Collection byla vydána na britských ostrovech, kde doplnila kompilaci a reedici singlu „Holiday“. Album představuje vůbec první desku historie, jež využila zvukovou technologii QSound.
Album obsadilo 1. místo v anketě časopisu Blender „100 nejlepších amerických alb všech dob“. V roce 2003 jej pak Rolling Stone zařadil na 184. pozici seznamu 500 nejlepších alb všech dob. Představuje také druhou nahrávku Madonny, kterou americká fonografická organizace Recording Industry Association of America certifikovala diamantovou deskou s prodejností více než 10 miliónů nosičů na území Spojených států. Ve Spojeném království strávila kompilace na vrcholu hitparády druhé nejdelší období v počtu týdnů za sebou, a to od alba nazpívaného jediným zpěvákem, když žebříčku vévodila 9 týdnů bez přerušení.
Celosvětová prodejnost dosáhla výše 30 miliónů kopií, čímž se deska stala nejprodávanější kompilací nazpívanou sólovým umělcem v historii hudby a jednou z nejprodávanějších desek vůbec. Premiérový singl „Justify My Love“ vystoupal jako devátý hit zpěvačky na čelo hitparády Billboard Hot 100 a představoval jeden z jejích nejkontroverznějších singlů pro frivolní sexuální obsah videoklipu. Druhý singl „Rescue Me“ na žebříčku Hot 100 zaznamenal vůbec nejvyšší postavení v prvním týdnu hodnocení od ženské umělkyně, když mu patřila 15. pozice. Vrcholu pak dosáhl 9. místem. V důsledku časového omezení se na nosič nedostala řada hitů, přestože během 80. let figurovaly v první desítce hitparád: „Angel“, „Dress You Up“, „True Blue“, „Who's That Girl“, „Causing a Commotion“, „Keep It Together“ a „Hanky Panky“.

## Pozadí vzniku
Původní název kompilace zněl Ultra Madonna. Vydavatelství
Warner Bros. jej upravilo z důvodu přílišné podobnosti ke jménu taneční umělkyně Ultra Naté. Madonna album dedikovala „papeži, mé božské inspiraci“. Posluchači se mohli domnívat, že je tímto adresátem papež Jan Pavel II. Ve skutečnosti jím byl bratr Christopher Ciccone, který strávil rok na koncertním turné s Madonnou („papež“ používal jako jednu z přezdívek). Produkční práce nabyly významu díky použití nové zvukové techniky QSound, která umožnila všechny tituly zremixovat. Výjimkou se staly dvě nově zařazené skladby „Justify My Love“ a „Rescue Me“. QSound mix pro „Justify My Love“ byl později použit na americkém maxi-singlu zpěvačky.
Veškeré nepůvodní skladby The Immaculate Collection, tedy mimo dvou nových nahrávek, namixoval Shep Pettibone spolu s Gohem Hotodou či Michaelem Hutchinsonem a několika dalšími osobami, které sestříhaly původní stopáž pro snížení celkové délky alba. Vokály písní zůstaly v původní podobě, pouze „Like a Prayer“ a „Express Yourself“ prošly Madonniným přezpívaním doprovodných hlasů. Odsouhlaseno bylo také zařazení zremixovaných balad a dance-popových hitů, i přes omezenou celkovou stopáž desky. „Justify My Love“ se stal prvním singlem propagujícím kompilaci. Jeho videoklipové zpracování způsobilo pro sexuální podtext rozruch. Dosáhl však na primát nejlépe prodávaného singlu na videokazetách VHS. Básnířka Ingrid Chavezová k němu napsala text podle předlohy své básně věnované Lennymu Kravitzovi (s nímž udržovala v dané době poměr), a tento umělec následně slova zhudebnil. Singl se propracoval na první místo hitparády ve Spojených státech a druhé ve Spojeném království. Druhý singl „Rescue Me“ z počátku roku 1991 se také ocitl v první desítce žebříčků.
Na evropském kontinentu vydal label Warner Bros. EP verzi The Holiday Collection se shodným vzhledem jako kompilace The Immaculate Collection. Píseň „Holiday“ na ni měla původní stopáž a figurovala vedle skladeb „True Blue“, „Who's That Girl“ a namixované „Causing a Commotion.“ Nová edice singlu „Holiday“ dosáhla na pátou příčku britské singlové hitparády a zremixovaná balada „Crazy for You“ v ní vystoupala na druhé místo. Časopis Blender zařadil kompilaci The Immaculate Collection na první pozici seznamu „100 nejlepších amerických alb všech dob“. Hudební periodikum Rolling Stone jí pak v roce 2003 přiřklo 184. příčku v seznamu 500 nejlepších alb všech dob. Organizace fonografického průmyslu British Phonographic Industry album ocenila během listopadu 2006 jako nejprodávanější desku vzešlou od zpěvačky v celé britské historii a desáté nejprodávanější album všech dob na britských ostrovech bez rozdílu kategorie. Box set nazvaný The Royal Box byl uvolněn 11. prosince 1990. Na americkém trhu obsahoval také audiokazetu s VHS záznamem a pro německý, britský a americký trh byl vydán také saténový CD Digipak/VHS s přidanými pohlednicemi a plakáty. Videoverze VHS měla navíc záznam představení skladby „Vogue“ při předávání výročních cen MTV Video Music Awards 1990.

## Recenze
Stephen Thomas Erlewine z média Allmusic udělil albu plný počet pěti hvězd. V recenzi uvedl: „Na povrchu… se [album] jeví jako úplná retrospektiva Madonnina rozkvětu v 80. letech“. Remastering prostřednictvím Q-Soundu učinil podle jeho názoru některé písně rychlejší než původní verze a další změnil, a i když „se všechny hity staly dnešními, přesto to prostě není jejich správná úprava“. Zhodnocení uzavřel slovy: „Dokud jsou původní singlové verze kompilovány na jiné album jako The Immaculate Collection, pak se jedná o největší přiblížení celkové retrospektivě“.
Jim Farber z periodika Entertainment Weekly dal hodnocení A, když sdělil: „Více než o pouhou sadu největších hitů se jedná o odkaz v podobě nejpřitažlivější kolekce singlů 80. let“. Ross Bennett pak v časopise Mojo kompilaci nazval „skutečně nejlepší z nejlepších“ a napsal: „Tohle musí být, stejně jako ABBA Gold, singlová sbírka hluboce zakořeněná do kolektivního vědomí … nepopírá to popovou zručnost slečny Cicconeové za prvními 15 lety hitů, zde brilantně zabalených v chronologickém sledu.“

## Míra prodejnosti
Kompilace The Immaculate Collection vévodila britské albové hitparádě devět týdnů a ve Spojeném království se stala nejprodávanější deskou roku 1990. Překonala také rekord v počtu týdnů na čele britské hitparády bez přerušení v kategorii alb nazpívaných zpěvačkou. Rekordní zápis zlomila až v roce 2011 Adele nahrávkou 21. Do britské hitparády se Madonnina deska vrátila 12. března 2006, více než patnáct let po svém vydání, kdy nově figurovala na 38. místě. O padesát pozic se opět posunula 28. dubna 2008 poté, co vystoupala ze 122. na 72. místo, v den kdy vydala své jedenácté studiové album Hard Candy. V roce 2006 se kompilace dočkala návratu také do Top 100 irského albového žebříčku, na němž se vyhoupla na 21. příčku.
Ve Spojených státech obdržela od RIAA diamantovou certifikaci (ekvivalent deseti platinovových desek) a zařadila se na seznam historicky nejprodávanějších amerických alb. Ve Spojeném království získala od BPI certifikaci dvanácti platinových desek za 3,6 milionu prodaných nosičů. Stala se tak nejlépe prodávaným albem od zpěvačky na britských ostrovech pro následujících dvacet jedna let, až do vydání Adelina alba 21 (2011).
Australská organizace ARIA kompilaci ocenila certifikací dvanácti platinových desek a také v tomto státě se zařadila na historický seznam nejvyšší prodejnosti. Ve Francii si desku koupilo více než jeden milion posluchačů, za což byla certifikována diamantovou deskou. Celosvětově se prodalo přes 30 milionů kopií, čímž se zařadila mezi nejprodávanější hudební alba historie hudby a současně se stala nejprodávanější kompilaci nazpívanou sólovým umělcem vůbec.

## Seznam skladeb
| The Immaculate Collection | The Immaculate Collection | The Immaculate Collection               | The Immaculate Collection | The Immaculate Collection |
| Pořadí                    | Název                     | Autor                                   | Producent                 | Délka                     |
| ------------------------- | ------------------------- | --------------------------------------- | ------------------------- | ------------------------- |
| 1.                        | Holiday                   | Curtis Hudson / Lisa Stevens            | John Benitez              | 4:04                      |
| 2.                        | Lucky Star                | Madonna                                 | Reggie Lucas              | 3:39                      |
| 3.                        | Borderline                | Lucas                                   | Lucas                     | 4:00                      |
| 4.                        | Like a Virgin             | Billy Steinberg / Tom Kelly             | Nile Rodgers              | 3:11                      |
| 5.                        | Material Girl             | Peter Brown / Robert Rans               | Rodgers                   | 3:53                      |
| 6.                        | Crazy for You             | John Bettis / Jon Lind                  | Benitez                   | 3:45                      |
| 7.                        | Into the Groove           | Madonna / Stephen Bray                  | Madonna / Bray            | 4:10                      |
| 8.                        | Live to Tell              | Madonna / Patrick Leonard               | Madonna / Leonard         | 5:19                      |
| 9.                        | Papa Don't Preach         | Brian Elliot / Madonna                  | Madonna / Bray            | 4:11                      |
| 10.                       | Open Your Heart           | Madonna / Gardner Cole / Peter Rafelson | Madonna / Leonard         | 3:51                      |
| 11.                       | La Isla Bonita            | Madonna / Leonard / Bruce Gaitsch       | Madonna / Leonard         | 3:48                      |
| 12.                       | Like a Prayer             | Madonna / Leonard                       | Madonna / Leonard         | 5:51                      |
| 13.                       | Express Yourself          | Madonna / Bray                          | Madonna / Bray            | 4:04                      |
| 14.                       | Cherish                   | Madonna / Leonard                       | Madonna / Leonard         | 3:52                      |
| 15.                       | Vogue                     | Madonna / Pettibone                     | Madonna / Pettibone       | 5:18                      |
| 16.                       | Justify My Love           | Lenny Kravitz / Ingrid Chavez / Madonna | Kravitz / André Betts     | 5:35                      |
| 17.                       | Rescue Me                 | Madonna / Pettibone                     | Madonna / Pettibone       | 5:17                      |
| Celková délka:            | Celková délka:            | Celková délka:                          | Celková délka:            | 73:34                     |

| Vydání na ITunes | Vydání na ITunes            | Vydání na ITunes |
| Pořadí           | Název                       | Délka            |
| ---------------- | --------------------------- | ---------------- |
| 1.               | Holiday                     | 4:05             |
| 2.               | Lucky Star (americký remix) | 7:15             |
| 3.               | Borderline (remix)          | 5:17             |
| 4.               | Like a Virgin               | 3:11             |
| 5.               | Material Girl               | 3:53             |
| 6.               | Crazy for You               | 3:45             |
| 7.               | Into the Groove             | 4:09             |
| 8.               | Live to Tell                | 5:18             |
| 9.               | Papa Don't Preach           | 4:09             |
| 10.              | Open Your Heart             | 3:51             |
| 11.              | La Isla Bonita (remix)      | 3:47             |
| 12.              | Like a Prayer               | 5:51             |
| 13.              | Express Yourself            | 4:04             |
| 14.              | Cherish                     | 3:52             |
| 15.              | Vogue                       | 5:17             |
| 16.              | Justify My Love             | 5:00             |
| 17.              | Rescue Me                   | 5:31             |

## The Holiday Collection
EP verze nazvaná The Holiday Collection byla vydána na území Spojeného království roku 1991 labelem Sire Records, aby doplnila kompilaci největších hitů The Immaculate Collection. EP vyšlo ve formě audiokazety a kompaktního disku jako maxi-singl s hlavním hitem v podání písně „Holiday“. Nahrávka obsahovala další tři skladby vynechané na kompilaci, které se na britských ostrovech staly šlágry. Jednalo se o „True Blue“ (č. 1), „Who's That Girl“ (č. 1) a „Causing a Commotion“ (č. 4). Potřetí tak píseň „Holiday“ vstoupila do britské singlové hitparády, v níž roku 1984 dosáhla na 6. místo a o rok později se umístila na 2. pozici. Tentokrát nejvýše vystoupala na 5. příčku. Několik týdnů po vydání kompaktního disku, došlo k edici omezené řady audiokazetové nahrávky se stejným obsahem.

### Seznam skladeb
| Maxisingl CD / audiokazeta ve Spojeném království (1991) | Maxisingl CD / audiokazeta ve Spojeném království (1991) | Maxisingl CD / audiokazeta ve Spojeném království (1991) |
| Pořadí                                                   | Název                                                    | Délka                                                    |
| -------------------------------------------------------- | -------------------------------------------------------- | -------------------------------------------------------- |
| 1.                                                       | Holiday                                                  | 6:09                                                     |
| 2.                                                       | True Blue                                                | 4:17                                                     |
| 3.                                                       | Who's That Girl                                          | 3:58                                                     |
| 4.                                                       | Causin' a Commotion                                      | 4:06                                                     |

## Hitparády

### Týdenní hitparády
| Hitparáda (1990–1993)          | vrchol |
| ------------------------------ | ------ |
| Australská albová hitparáda    | 1.     |
| Britská albová hitparáda       | 1.     |
| Finská albová hitparáda        | 6.     |
| Francouzská albová hitparáda   | 4.     |
| Italská albová hitparáda       | 2.     |
| Japonská albová hitparáda      | 5.     |
| Kanadská albová hitparáda      | 1.     |
| Maďarská albová hitparáda      | 6.     |
| Mexická albová hitparáda       | 61.    |
| Německá albová hitparáda       | 10.    |
| Nizozemská albová hitparáda    | 5.     |
| Norská albová hitparáda        | 14.    |
| Novozélandská albová hitparáda | 3.     |
| Rakouská albová hitparáda      | 6.     |
| Španělská albová hitparáda     | 5.     |
| Švédská albová hitparáda       | 8.     |
| Švýcarská albová hitparáda     | 3.     |
| US Billboard 200               | 2.     |

| Hitparáda (2003)                     | vrchol |
| ------------------------------------ | ------ |
| Belgická albová hitparáda (Flanders) | 45.    |
| Švýcarská albová hitparáda           | 72.    |
| Hitparáda (2006)                     |        |
| Britská albová hitparáda             | 38.    |
| Dánská albová hitparáda              | 31.    |
| Irská albová hitparáda               | 21.    |
| Hitparáda (2008)                     |        |
| Britská albová hitparáda             | 72.    |
| Irská albová hitparáda               | 43.    |
| Italská albová hitparáda             | 96.    |
| Španělská albová hitparáda           | 88.    |
| Hitparáda (2014)                     |        |
| Irská albová hitparáda               | 3.     |
| US Billboard 200                     | 153.   |

### Výroční hitparády
| Hitparáda (1990)            | pozice |
| --------------------------- | ------ |
| Australská albová hitparáda | 5.     |
| Britská albová hitparáda    | 1.     |
| Italská albová hitparáda    | 48.    |
| Kanadská albová hitparáda   | 40.    |
| Nizozemská albová hitparáda | 51.    |

| Hitparáda (1991)            | pozice |
| --------------------------- | ------ |
| Australská albová hitparáda | 8.     |
| Britská albová hitparáda    | 8.     |
| Japonská albová hitparáda   | 48.    |
| Kanadská albová hitparáda   | 9.     |
| Nizozemská albová hitparáda | 21.    |
| Švýcarská albová hitparáda  | 30.    |
| US Billboard 200            | 8.     |

### Hitparády desetiletí
| Hitparáda (1990–1999)    | pozice |
| ------------------------ | ------ |
| Britská albová hitparáda | 7.     |

## Certifikace a prodejnost
| Certifikace a prodejnost | Certifikace a prodejnost | Certifikace a prodejnost | Certifikace a prodejnost | Certifikace a prodejnost |
| Země                     | certifikace              | prodejnost               | organizace               | zdroj                    |
| ------------------------ | ------------------------ | ------------------------ | ------------------------ | ------------------------ |
| Argentina                | 3× platinová deska       | 180 000                  | CAPIF                    | [ 56 ]                   |
| Austrálie                | 12× platinová deska      | 880 000                  | ARIA                     | [ 57 ]                   |
| Brazílie                 | 2× platinová deska       | 1 000 000                | ABPD                     | [ 58 ]                   |
| Finsko                   | platinová deska          | 92 500                   | Musiikkituottajat        | [ 59 ]                   |
| Francie                  | diamantová deska         | 1 114 700                | SNEP                     | [ 60 ]                   |
| Japonsko                 | 4× platinová deska       | 800 000                  | RIAJ                     | [ 61 ]                   |
| Kanada                   | 7× platinová deska       | 700 000                  | Music Canada             | [ 62 ]                   |
| Mexiko                   | 3× platinová deska       | 750 000                  | AMPROFON                 | [ 63 ]                   |
| Německo                  | 3× zlatá deska           | 750 000                  | BVMI                     | [ 61 ]                   |
| Nizozemsko               | 3× platinová deska       | 300 000                  | NVPI                     | [ 64 ]                   |
| Nový Zéland              | 7× platinová deska       | 105 000                  | RMNZ                     | [ 65 ]                   |
| Rakousko                 | platinová deska          | 50 000                   | IFPI Rakousko            | [ 66 ]                   |
| Spojené království       | 12× platinová deska      | 3 600 000                | BPI                      | [ 67 ]                   |
| Spojené státy americké   | diamantová deska         | 10 000 000               | RIAA                     | [ 68 ]                   |
| Španělsko                | 3× platinová deska       | 300 000                  | PROMUSICAE               | [ 33 ]                   |
| Švédsko                  | zlatá deska              | 50 000                   | GLF                      | [ 69 ]                   |
| Švýcarsko                | platinová deska          | 50 000                   | IFPI                     | [ 70 ]                   |